# Christian Wolf (Politiker, 1978)

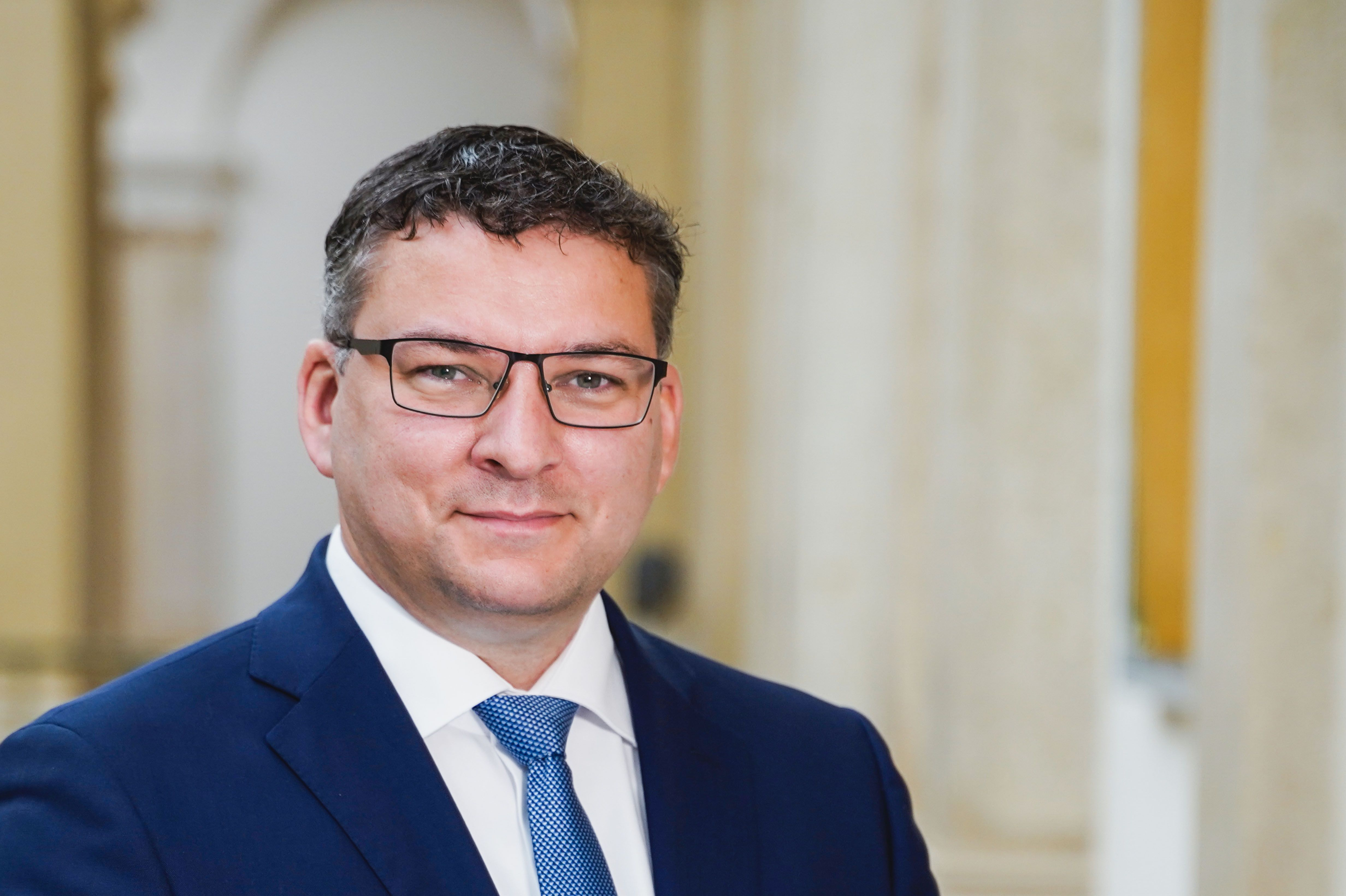
Christian Wolf (2021)

Christian Wolf (* 4. Dezember 1978 in Ost-Berlin) ist ein deutscher Politiker (FDP). Er war von 2021 bis 2023 Mitglied des Berliner Abgeordnetenhauses.

## Leben
Christian Wolf wurde in Berlin-Lichtenberg als Sohn von Hans Günter Wolf geboren und wuchs in den Ost-Berliner Bezirken Lichtenberg, Hellersdorf und Marzahn auf. Er absolvierte eine Ausbildung zum staatlich geprüften Biologisch-Technischen Assistenten mit Fachhochschulreife am OSZ Lise Meitner in Berlin. Seinen 10-monatigen Wehrdienst absolvierte er im Jägerbataillon 1 Berlin mit der Spezialverwendung Scharfschütze. In Abend- und Fernstudien bildete er sich weiter und erreichte Abschlüsse als Bachelor in Business Administration an der Berliner Hochschule für Wirtschaft und Recht Berlin und als Master in Business Consulting an der Hochschule Wismar. Wolf ist in der Berliner Wirtschaftsförderung tätig und berät Unternehmen u. a. bei der Förderung von Investitionsvorhaben.
Wolf ist seit 2017 Mitglied der FDP und war von Ende 2020 bis Februar 2024 stellvertretender Bezirksvorsitzender in Lichtenberg. Am 21. Februar 2024 wurde er einstimmig zum Vorsitzenden des FDP-Bezirksverbands Lichtenberg gewählt. Über die Bezirksliste seiner Partei wurde er bei der später für ungültig erklärten Abgeordnetenhauswahl 2021 in das Berliner Landesparlament gewählt.
Er war Mitglied der FDP-Fraktion und Sprecher für Digitalisierung, Energie, Betriebe und Tourismus. Am 26. Januar 2022 wurde er zum Vorsitzenden des ständigen Ausschusses für Digitalisierung und Datenschutz gewählt. Nach dem Scheitern der FDP an der Fünfprozenthürde bei der Wiederholungswahl zum 19. Abgeordnetenhaus im Februar 2023 schied er aus dem Parlament aus.
Er ist Mitglied des Vereins Liberaler Mittelstand Berlin e. V.